# Žuravlëvka
La Žuravlëvka (in russo Журавлёвка?), che fino al 1972 si chiamava Noto, Notto, Notomi (Но́то, Но́тто, Но́томи) è un fiume dell'Estremo oriente russo, tributario di destra dell'Ussuri. Scorre nel Čuguevskij rajon del Territorio di Primorie
Il fiume è formato dalla confluenza dei fiumi Lesistaja e Severjanka che scendono dai monti Sichotė-Alen'. Scorre in direzione prevalentemente occidentale e sfocia nell'Ussuri a poca distanza dal villaggio di Saratovka. La lunghezza del fiume è di 114 km. Il bacino idrografico è di 5 000 km². Il fiume scorre tra le montagne, attraverso un'area boschiva molto accidentata. L'intero bacino è ricoperto da bosco misto con predominanza di specie di conifere, che vengono progressivamente sostituite da specie di latifoglie verso la foce. La larghezza del fiume nel corso inferiore arriva fino a 80 m, la profondità varia da 0,80 m a 2 m. In estate sono frequenti le alluvioni, causate principalmente da piogge intense e prolungate.